# لیسا نندی
لیسا نندی (انگلیسی: Lisa Nandy؛ زادهٔ ۹ اوت ۱۹۷۹) سیاست‌مدار عضو حزب کارگر و از انتخابات سراسری ۲۰۱۰ عضو پارلمان بریتانیا است. وی نامزد رهبر حزب کارگر بریتانیا در انتخابات سال ۲۰۲۰ است.